# Moussa Niakhaté
Moussa Niakhaté (Roubaix, 8 marzo 1996) è un calciatore francese naturalizzato senegalese, difensore dell'Olympique Lione e della nazionale senegalese.

## Caratteristiche tecniche
Fin dai tempi delle giovanili Niakhaté ha mostrato di essere un giocatore polivalente, potendo giocare sia come difensore centrale che come terzino sinistro.

## Carriera

### Club
Cresciuto nelle giovanili del Lilla, Niakhaté viene acquistato dal Valenciennes nel 2013. Qui gioca in Ligue 2 per tre stagioni, imponendosi come una delle colonne della squadra.
Il 22 giugno 2017 firma un contratto di 4 anni con l'FC Metz, debuttando dunque in Ligue 1. Nonostante la stagione negativa del Metz, che a fine campionato retrocede in Ligue 2, Niakathé è uno dei pochi giocatori della squadra granata le cui prestazioni vengono considerate positive.
Il 7 luglio 2018 Niakhaté si trasferisce al Magonza per 10 milioni di euro, cifra che lo rende la cessione più remunerativa mai realizzata dal Metz dopo quella di Ismaïla Sarr l'anno precedente.
Il 6 luglio 2022 viene acquistato dal Nottingham Forest.
Il 4 luglio 2024 viene ufficializzato il suo trasferimento all'Olympique Lione.

### Nazionale
Nel 2016 Niakhaté prende parte al Torneo di Tolone con la selezione Under-20 francese. Il 7 novembre 2017 Niakhaté viene invece convocato per la prima volta dalla Nazionale Under-21 di calcio della Francia.
Nel 2022 decide di rappresentare il Senegal, nazione di cui è originario, a seguito di un colloquio con Sadio Mané, venendo convocato per la prima volta dalla nazionale africana nel settembre del medesimo anno, senza riuscire a debuttare. Non ha partecipato ai Mondiali 2022 a causa di un infortunio.
Esordisce con i Leoni della Teranga il 24 marzo 2023 nella sfida vinta per 5-1 contro il Mozambico.

## Statistiche

### Presenze e reti nei club
Statistiche aggiornate al 21 maggio 2024.
| Stagione                 | Squadra                  | Campionato               | Campionato | Campionato | Coppe nazionali | Coppe nazionali | Coppe nazionali | Coppe continentali | Coppe continentali | Coppe continentali | Altre coppe | Altre coppe | Altre coppe | Totale | Totale |
| Stagione                 | Squadra                  | Comp                     | Pres       | Reti       | Comp            | Pres            | Reti            | Comp               | Pres               | Reti               | Comp        | Pres        | Reti        | Pres   | Reti   |
| ------------------------ | ------------------------ | ------------------------ | ---------- | ---------- | --------------- | --------------- | --------------- | ------------------ | ------------------ | ------------------ | ----------- | ----------- | ----------- | ------ | ------ |
| 2014-2015                | Valenciennes             | L2                       | 9          | 0          | CF+CdL          | 1+0             | 0               | -                  | -                  | -                  | -           | -           | -           | 10     | 0      |
| 2015-2016                | Valenciennes             | L2                       | 28         | 0          | CF+CdL          | 1+1             | 0               | -                  | -                  | -                  | -           | -           | -           | 30     | 0      |
| 2016-2017                | Valenciennes             | L2                       | 35         | 1          | CF+CdL          | 0+1             | 0               | -                  | -                  | -                  | -           | -           | -           | 36     | 1      |
| Totale Valenciennes      | Totale Valenciennes      | Totale Valenciennes      | 72         | 1          |                 | 4               | 0               |                    | -                  | -                  |             | -           | -           | 76     | 1      |
| 2017-2018                | Metz                     | L1                       | 35         | 0          | CF+CdL          | 1+2             | 0               | -                  | -                  | -                  | -           | -           | -           | 38     | 0      |
| 2018-2019                | Magonza                  | BL                       | 33         | 1          | CG              | 1               | 0               | -                  | -                  | -                  | -           | -           | -           | 34     | 1      |
| 2019-2020                | Magonza                  | BL                       | 33         | 1          | CG              | 1               | 0               | -                  | -                  | -                  | -           | -           | -           | 34     | 1      |
| 2020-2021                | Magonza                  | BL                       | 32         | 3          | CG              | 2               | 0               | -                  | -                  | -                  | -           | -           | -           | 34     | 3      |
| 2021-2022                | Magonza                  | BL                       | 30         | 4          | CG              | 3               | 0               | -                  | -                  | -                  | -           | -           | -           | 33     | 4      |
| Totale Magonza           | Totale Magonza           | Totale Magonza           | 128        | 9          |                 | 7               | 0               |                    | -                  | -                  |             | -           | -           | 135    | 9      |
| 2022-2023                | Nottingham Forest        | PL                       | 14         | 0          | FACup+CdL       | 0+0             | 0+0             | -                  | -                  | -                  | -           | -           | -           | 14     | 0      |
| 2023-2024                | Nottingham Forest        | PL                       | 21         | 1          | FACup+CdL       | 1+1             | 0+0             | -                  | -                  | -                  | -           | -           | -           | 23     | 1      |
| Totale Nottingham Forest | Totale Nottingham Forest | Totale Nottingham Forest | 35         | 1          |                 | 2               | 0               |                    | -                  | -                  |             | -           | -           | 37     | 1      |
| Totale carriera          | Totale carriera          | Totale carriera          | 270        | 11         |                 | 16              | 0               |                    | -                  | -                  |             | -           | -           | 286    | 11     |

### Cronologia presenze e reti in nazionale
| Cronologia completa delle presenze e delle reti in nazionale ― Senegal | Cronologia completa delle presenze e delle reti in nazionale ― Senegal | Cronologia completa delle presenze e delle reti in nazionale ― Senegal | Cronologia completa delle presenze e delle reti in nazionale ― Senegal | Cronologia completa delle presenze e delle reti in nazionale ― Senegal | Cronologia completa delle presenze e delle reti in nazionale ― Senegal | Cronologia completa delle presenze e delle reti in nazionale ― Senegal | Cronologia completa delle presenze e delle reti in nazionale ― Senegal |
| Data                                                                   | Città                                                                  | In casa                                                                | Risultato                                                              | Ospiti                                                                 | Competizione                                                           | Reti                                                                   | Note                                                                   |
| ---------------------------------------------------------------------- | ---------------------------------------------------------------------- | ---------------------------------------------------------------------- | ---------------------------------------------------------------------- | ---------------------------------------------------------------------- | ---------------------------------------------------------------------- | ---------------------------------------------------------------------- | ---------------------------------------------------------------------- |
| 24-3-2023                                                              | Diamniadio                                                             | Senegal                                                                | 5 – 1                                                                  | Mozambico                                                              | Qual. Coppa d'Africa 2023                                              | -                                                                      | 90’                                                                    |
| 28-3-2023                                                              | Maputo                                                                 | Mozambico                                                              | 0 – 1                                                                  | Senegal                                                                | Qual. Coppa d'Africa 2023                                              | -                                                                      |                                                                        |
| 20-6-2023                                                              | Lisbona                                                                | Brasile                                                                | 2 – 4                                                                  | Senegal                                                                | Amichevole                                                             | -                                                                      |                                                                        |
| 12-9-2023                                                              | Dakar                                                                  | Senegal                                                                | 0 – 1                                                                  | Algeria                                                                | Amichevole                                                             | -                                                                      |                                                                        |
| 16-10-2023                                                             | Lens                                                                   | Senegal                                                                | 1 – 0                                                                  | Camerun                                                                | Amichevole                                                             | -                                                                      |                                                                        |
| 18-11-2023                                                             | Diamniadio                                                             | Senegal                                                                | 4 – 0                                                                  | Sudan del Sud                                                          | Qual. Mondiali 2026                                                    | -                                                                      |                                                                        |
| 21-11-2023                                                             | Lomé                                                                   | Togo                                                                   | 0 – 0                                                                  | Senegal                                                                | Qual. Mondiali 2026                                                    | -                                                                      |                                                                        |
| 8-1-2024                                                               | Diamniadio                                                             | Senegal                                                                | 1 – 0                                                                  | Niger                                                                  | Amichevole                                                             | -                                                                      | 46’                                                                    |
| 15-1-2024                                                              | Yamoussoukro                                                           | Senegal                                                                | 3 – 0                                                                  | Gambia                                                                 | Coppa d'Africa 2023 - 1º turno                                         | -                                                                      | 81’                                                                    |
| 29-1-2024                                                              | Yamoussoukro                                                           | Senegal                                                                | 1 – 1 dts (4 – 5 dtr)                                                  | Costa d'Avorio                                                         | Coppa d'Africa 2023 - Ottavi di finale                                 | -                                                                      |                                                                        |
| 26-3-2024                                                              | Amiens                                                                 | Senegal                                                                | 1 – 0                                                                  | Benin                                                                  | Amichevole                                                             | -                                                                      | 78’                                                                    |
| 6-6-2024                                                               | Diamniadio                                                             | Senegal                                                                | 1 – 1                                                                  | RD del Congo                                                           | Qual. Mondiali 2026                                                    | -                                                                      | 68’                                                                    |
| 9-9-2024                                                               | Lilongwe                                                               | Burundi                                                                | 0 – 1                                                                  | Senegal                                                                | Qual. Coppa d'Africa 2025                                              | -                                                                      |                                                                        |
| 11-10-2024                                                             | Dakar                                                                  | Senegal                                                                | 4 – 0                                                                  | Malawi                                                                 | Qual. Coppa d'Africa 2025                                              | -                                                                      |                                                                        |
| 15-10-2024                                                             | Lilongwe                                                               | Malawi                                                                 | 0 – 1                                                                  | Senegal                                                                | Qual. Coppa d'Africa 2025                                              | -                                                                      |                                                                        |
| 14-11-2024                                                             | Bamako                                                                 | Burkina Faso                                                           | 0 – 1                                                                  | Senegal                                                                | Qual. Coppa d'Africa 2025                                              | -                                                                      |                                                                        |
| 22-3-2025                                                              | Bengasi                                                                | Sudan                                                                  | 0 – 0                                                                  | Senegal                                                                | Qual. Mondiali 2026                                                    | -                                                                      |                                                                        |
| 25-3-2025                                                              | Dakar                                                                  | Senegal                                                                | 2 – 0                                                                  | Togo                                                                   | Qual. Mondiali 2026                                                    | -                                                                      |                                                                        |
| 10-6-2025                                                              | West Bridgford                                                         | Inghilterra                                                            | 1 – 3                                                                  | Senegal                                                                | Amichevole                                                             | -                                                                      |                                                                        |
| Totale                                                                 |                                                                        | Presenze                                                               | 19                                                                     |                                                                        | Reti                                                                   | 0                                                                      |                                                                        |